# Zeeburg

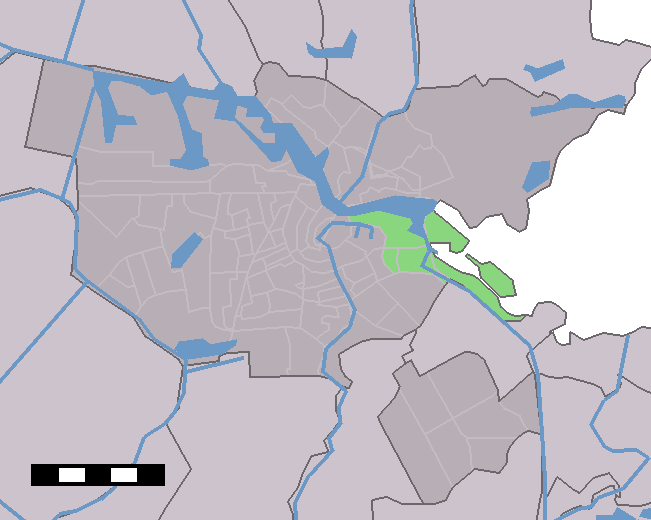
Localisation de l'arrondissement de Zeeburg (vert) dans la commune d'Amsterdam.

Zeeburg est un ancien arrondissement de la capitale néerlandaise Amsterdam, existant de 1990 à 2010.

## Histoire
La création de l'arrondissement remonte à 1990, lorsque se tiennent des élections municipales. Il tire son nom de la Zeeburgerdijk (digue de Zeeburg) et de la Zeeburgereiland (île de Zeeburg), dont elle est séparée par le canal d'Amsterdam au Rhin. La Zeeburgerdijk est nommée d'après la forteresse de Seeburg, datant du XVIIe siècle, le long de la digue protégeant du Zuiderzee.
L'arrondissement est classé comme défavorisé en 2007. En 2010, avec la refonte des arrondissements d'Amsterdam, il fusionne avec Oost-Watergraafsmeer pour aboutir à la création de l'arrondissement d'Oost.

## Géographie
Les quartiers et districts dans l'ex-arrondissement de Zeeburg sont :
- Indische buurt
- Oostelijk Havengebied
- IJburg
- Zeeburgereiland